# Pečovská Nová Ves
Pečovská Nová Ves é um município da Eslováquia, situado no distrito de Sabinov, na região de Prešov. Tem 11,75 km² de área e sua população em 2018 foi estimada em 2.820 habitantes.

## Demografia
| Ano:        | 1994 | 2004   | 2014    | 2024   |
| ----------- | ---- | ------ | ------- | ------ |
| Broj ljudi: | 2122 | 2264   | 2677    | 2903   |
| Razlika:    |      | +6,69% | +18,24% | +8,44% |

| Ano:               | 2023 | 2024   |
| ------------------ | ---- | ------ |
| Número de pessoas: | 2875 | 2903   |
| Diferença:         |      | +0,97% |